# ビッグシングルターボ
ビッグシングルターボとは、ターボチャージャーを用いた自動車エンジンチューニングにおいて、当該エンジンの適正容量を超えたターボチャージャーを1台採用することを言う。また、この手法によってチューニングされたエンジン特性や車両の運転特性を指す場合もある。

## 概要
エンジンは、排気量によりその大小が区別されるように、ターボチャージャー（T/C）の容量は風量などにより大小が区別される。自動車メーカーが、市販過給エンジンにおいてT/Cを選定する場合は、一般的に中低速域から過給を始められる容量のT/Cを選定する。この場合、エンジンが最大馬力発生回転数に達する以前に、T/C自体の排気抵抗や過給圧制御などで仕事量が頭打ちになる。そこで、標準的な容量よりもあえて大型の物を選定し、過給開始回転数を上げ、T/Cの過給仕事量とエンジン回転数それぞれのピークを一致させるチューニング手法がビッグシングルターボである。
この手法はT/Cを2台使っては実現しにくく、スカイライン GT-Rに搭載されているRB26型等のツインターボエンジンを、あえてこの手法でチューニングすることがあり、呼称にはシングルと付く。この手法でチューニングされたエンジンの多くは、ターボラグが大きく高回転に向けて急峻にパワーが立ち上がる、扱い辛いいわゆる「ドッカンターボ」特性になりやすい。さらに、T/Cだけでなくエンジン内部も強化しなければ十分に機能しないため、金銭的な負担が大きい。上記のような理由から、0-400m加速を争うドラッグレース等の特別な用途が一般的である。また、インタークーラーを前置きに改造する場合、ドッカンターボになりやすいと言われる。